# 농가
농가(農家)는 중국의 춘추전국시대(기원전 770~221)의 제자백가 가운데 하나이다.
사회사상가로서 저명하였던 대표적인 농가의 인물은 허행(許行)이다.
춘추전국시대에 있었던 농가 사상(農家思想)에는 기술과 사회사상에 관한 것 두 방면의 것이 있었다. 전자에 대해서는 농업 생산기술에 대하여 말한 기록이 《주례(周禮)》·《관자(管子)》·《여씨춘추(呂氏春秋)》 속의 몇몇 편에 있다. 아래의 내용은 후자에 대해 기술하고 있다.

## 농가 사상
허행은 춘추시대(기원전 770~403)의 등(藤)에 살면서 수십인의 문인(門人)에게 농업생산에 의한 자급자족의 생활을 주장하였다. 허행이 있는 곳으로 곧 송(宋)에서 진상(陳相)을 무리의 우두머리로 하는 수십인이 달려 왔다.
허행의 무리들은 농업신(農業神)이기도 하고 상고(上古)의 전설적인 제왕이기도 한 신농(神農)의 가르침이라고 하는 것을 기치로 삼아, 왕을 포함한 모든 사람이 자신의 노동으로 자신의 생활을 유지할 것을 설파하였다. 그리하여 봉건지주의 착취나 상인(商人)의 농민에 대한 이윤추구를 배척하였고 그에 저항하였다.
허행의 무리는 농업 생산에 필요한 공구를 생산하는 수공업자 역시 노동에 종사하는 자라 하여 그 존재의 의의를 인정하였다. 인간은 모두가 자신의 직접적인 노동에 의하여 자신의 생활을 충족시켜야 한다는 것이다. 노동의 결과에 의한 잉여(剩餘)는 각자 노동자의 소유에 귀속시킨다. 이렇게 해야만 천하가 고루 공평하게 된다고 하였다.
허행의 농가 사상은 공상적(空想的)인 사회사상에 가까운 면이 있다. 그러나, 춘추시대 당시의 점차로 강고해져가고 있던 봉건지주들과 봉건 제후국들의 부국강병책에 대한 저항에서 출발한 사상이다.

## 참고 문헌
- 이 문서에는 다음커뮤니케이션(현 카카오)에서 GFDL 또는 CC-SA 라이선스로 배포한 글로벌 세계대백과사전의 "동양사상 > 동양의 사상 > 중국의 사상 > 제자백가의 사상 > 농가의 사상" 항목을 기초로 작성된 글이 포함되어 있습니다.